# 張麗玲
張 麗玲（ちょう れいれい、1967年9月 - ）は中華人民共和国出身の元女優で、映像プロデューサー、および中華人民共和国のテレビ番組をネット配信する株式会社大富の代表取締役社長。
1995年、会社員時代にフジテレビの横山隆晴プロデューサーと出会い、仕事の傍ら中国人留学生のドキュメンタリーを撮影し始める。

## 生い立ち
- 1989年 - 22歳の時に留学生として来日。
- 1995年 - 東京学芸大学大学院修了。
- 1995年 - 大倉商事入社。
- 1998年 - 大富代表に就任。

## 制作した番組
- 2000年
  - 小さな留学生(2000年5月5日放送)
  - 中国からの贈りもの - 小さな留学生1996〜2000秋(2000年11月24日放送)
  - 中国からの贈りもの - 若者たち(2000年11月25日放送)
- 2001年 - 中国からの贈りもの - 私の太陽(2001年4月27日放送)
- 2002年 - ドキュメンタリー中国からの贈りもの(2002年12月21日放送)
- 2006年 - 泣きながら生きて(2006年11月3日放送)
- 2025年 - 私たちの東京ストーリー(2025年1月5日（4日深夜） - 1月9日（8日深夜）放送)[1]